# Kościół Pokłonu Trzech Króli w Kliczkowie
Kościół Pokłonu Trzech Króli – rzymskokatolicki kościół filialny należący do parafii św. Maksymiliana Marii Kolbe w Osiecznicy (dekanat Bolesławiec Zachód diecezji legnickiej).

## Historia
Świątynia została ufundowana około 1417 roku, wzniesiona została w stylu gotyckim, w II połowie XVI wieku, następnie została przebudowana w 1878 roku. 

## Architektura
Budowla jest murowana, jednonawowa, posiada wyodrębnione prezbiterium i zakrystię. Korpus i prezbiterium nakryte są dachem dwuspadowym i są oparte na kamiennych przyporach, w elewacjach są umieszczone gotyckie okna. Do fasady jest dobudowana kwadratowa wieża ozdobiona ostrołukowym portalem, przechodząca w połowie wysokości w ośmiokąt, zwieńczony renesansowym, jednoprześwitowym dachem hełmowym. Wnętrze w części wschodniej nakrywa sklepienie kolebkowe z lunetami, w pozostałej sklepienie kolebkowo-krzyżowe.
W prezbiterium po stronie północnej jest umieszczona zamknięta i oszklona loża kolatorska z dekoracjami manierystycznymi i pełnym wywodem heraldycznym, na zakończeniu nawy od strony zachodniej znajduje się empora organowa. We wnętrzu znajdują się m.in. późnogotycki tryptyk z obrazem „Pokłonu Trzech Króli” namalowanym w 1589 roku, gotyckie piaskowcowe sakramentarium i kamienna chrzcielnica, drewniana ambona wykonana w 1596 roku oraz drewniane epitafium w kształcie retabulum ołtarzowego powstałe w 1588 roku, umieszczone w nawie, a także dwa rzędy zabytkowych ławek.